# دي عادد (النادرة)
دي عادد

تعديل مصدري - تعديل

دي عادد هي إحدى قرى عزلة مقنع الأعلى بمديرية النادرة التابعة لمحافظة إب، بلغ تعداد سكانها 459 نسمة حسب تعداد اليمن لعام 2004.